# Комекбаєвський сільський округ
Комекба́євський сільський округ (каз. Көмекбаев ауылдық округі, рос. Комекбаевский сельский округ) — адміністративна одиниця у складі Кармакшинського району Кизилординської області Казахстану. Адміністративний центр — село імені Комекбаєва.
Населення — 1398 осіб (2021; 1625 у 2009, 1314 у 1999, 3191 у 1989).
Станом на 1989 рік існувала Ленінська сільська рада (села Кекрелі, Кумекбаєва, Ушагаш).

## Склад
До складу округу входять такі населені пункти:
| Населений пункт        | Колишні назви | Населення, осіб (1989) | Населення, осіб (1999) | Населення, осіб (2009) | Населення, осіб (2021) |
| ---------------------- | ------------- | ---------------------- | ---------------------- | ---------------------- | ---------------------- |
| імені Комекбаєва, село | Кумекбаєва    | 2311                   | 1301                   | 1063                   | 1299                   |
| Кекірелі, село         | Кекрелі       | 505                    | 13                     | 79                     | 35                     |
| Ушагаш, село           | -             | 375                    | -                      | -                      | -                      |
| Шобанказган, село      | -             | -                      | -                      | 483                    | 64                     |